# Attnang-Puchheim
Attnang-Puchheim – miasto w Austrii, w kraju związkowym Górna Austria, w powiecie Vöcklabruck. Liczy 8756 mieszkańców (1 stycznia 2015).
W mieście znajduje się stacja kolejowa Attnang-Puchheim.

## Współpraca
Miejscowość partnerska:
- Puchheim, Niemcy